# Temnothorax pilagens
Temnothorax pilagens Seifert, Kleeberg, Feldmeyer, Pamminger, Jongepier & Foitzik, 2014 è una formica appartenente alla sottofamiglia Myrmicinae, diffusa nel Nord America orientale.

## Etimologia
L'epiteto specifico si riferisce allo schiavismo che caratterizza l'etologia di questa specie (dal termine latino pilare = rapina, saccheggio).

## Biologia
È una formica schiavista obbligatoria di cui sono conosciuti al momento solo due ospiti congenerici, T. longispinosus e T. ambiguus.

## Distribuzione e habitat
La specie è diffusa nelle regioni nord-orientali degli Stati Uniti e possibilmente nel Canada sud-orientale. Predilige siti boscosi con scarso sottobosco e un'alta densità di siti di nidificazione idonei (ghiande, bastoni e noci di Carya).

Si trova solo all'interno di formicai delle due specie ospiti (Tetramorium longispinosus e T. ambiguus).